# Abigail Breslin

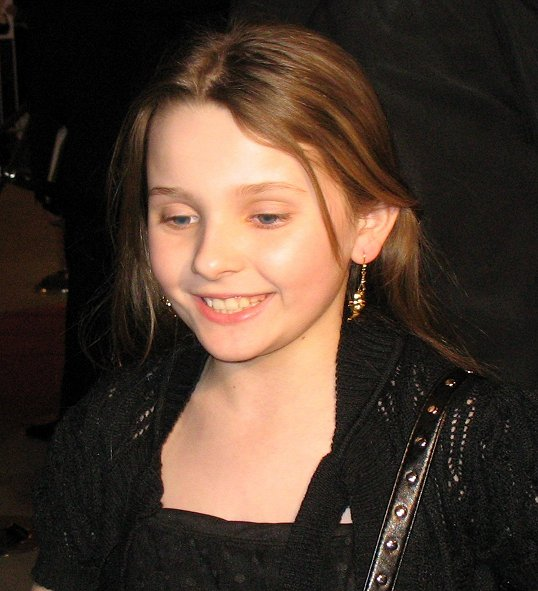
Abigail Breslin in 2007

Abigail Kathleen Breslin (New York, 14 april 1996) is een Amerikaanse actrice en voormalig kindster. Zij werd op tienjarige leeftijd genomineerd voor onder meer een Academy Award, een BAFTA Award en een Satellite Award voor haar rol in Little Miss Sunshine. Tot de filmprijzen die zij daadwerkelijk won behoren Young Artist Awards in 2007 en 2009 en een Screen Actors Guild Award (2009).

## Biografie
Breslins filmdebuut in Signs betekende meteen haar doorbraak. Na wat gastrollen in televisieseries, bouwde ze vanaf 2004 relatief snel een aanzienlijke CV gevuld met filmrollen op. Een hoogtepunt daarop vormde haar rol in Little Miss Sunshine, die in 2006 uitkwam. De film werd overladen met meer dan veertig filmprijzen en Breslin zelf werd voor haar aandeel genomineerd voor onder meer de Academy Award voor Beste Vrouwelijke Bijrol. Hiermee werd ze de op dat moment op vier na jongste genomineerde ooit in deze categorie. Alleen Tatum O'Neal (voor Paper Moon), Mary Badham (voor To Kill a Mockingbird), Quinn Cummings (voor The Goodbye Girl) en Justin Henry (voor Kramer vs. Kramer) waren jonger.

In tegenstelling tot een aantal andere kindsterren van haar generatie speelt Breslin regelmatig serieuzere rollen. Zo vangen zowel Raising Helen als No Reservations aan met het overlijden van haar moeder, krijgt ze in Keane te maken met een schizofrene verwarde man en lijdt ze in The Ultimate Gift aan een terminale ziekte.
Breslins vier jaar oudere broer, Spencer Breslin, acteert eveneens sinds zijn kleutertijd. Hij speelde samen met zijn zusje in The Princess Diaries 2: Royal Engagement (2004) en in Raising Helen (2004).